# ماري باتلر لويس
ماري باتلر لويس (بالإنجليزية: Mary Butler Lewis) هي عالمة الإنسان أمريكية، ولدت في 1903، وتوفيت في 1970.